# Croisy-sur-Eure
Croisy-sur-Eure település Franciaországban, Eure megyében. Lakosainak száma 225 fő (2022. január 1.). Croisy-sur-Eure Caillouet-Orgeville, Ménilles, Pacy-sur-Eure és Vaux-sur-Eure községekkel határos.

## Népesség
A település népességének változása:
| Lakosok száma | 124  | 145  | 179  | 246  | 216  | 195  | 188  | 207  | 216  | 225  |
|               | 1968 | 1982 | 1990 | 2006 | 2013 | 2015 | 2017 | 2019 | 2020 | 2022 |